# Science-Fiction-Jahr 1869
Übersicht

◄◄ | ◄ | 1865 | 1866 | 1867 | 1868 | Science-Fiction-Jahr 1869 | 1870 | 1871 | 1872 | 1873 | ► | ►►

Weitere Ereignisse

## Neuerscheinungen Literatur
| Deutscher Titel              | Deutschsprachiges Erscheinungsjahr | Originaltitel                    | Autor               | Anmerkungen |
| ---------------------------- | ---------------------------------- | -------------------------------- | ------------------- | ----------- |
| 20.000 Meilen unter dem Meer | 1874                               | Vingt mille lieues sous les mers | Jules Verne         |             |
|                              |                                    | The Brick Moon                   | Edward Everett Hale |             |

## Geboren
- Peter Baum († 1916)
- Johannes Gaulke
- Otfrid von Hanstein († 1959)
- Laurenz Kiesgen († 1957)
- Robert Kraft († 1916)
- Constantin Redzich (Pseudonym von Egon Falkenhayn)
- August Wick († 1944)